# Вучина кућа на Сави
Вучина кућа на Сави се налази у ул. Карађорђева 61-61а, Београду, на територији градске општине Савски венац. Подигнута је 1908. године и представља непокретно културно добро као споменик културе.
Вучина кућа на Сави је подигнута у време процвата „савске вароши", према пројекту архитекте Димитрија Т. Лека као репрезентативни двоспратни објекат двојне намене за трговца Ђорђа Вуча. У просторијама приземне зоне налазили су се дућани, док су спратови били намењени становању. У просторном погледу зграда представља пандан наспрамно постављеној згради Београдске задруге.
Иако је концепција зграде остварена на традиционалан начин, применом трочлане поделе фасада, обрада главне фасаде указује на продор нове сецесијске архитектуре. Вертикализам чеоне фасаде, окренуте тргу, остварен је карактеристичним троделним прозорима спратова, које у зони крова надвисује лучно извијена атика са пирамидалном куполом. Централни мотив декоративне обраде фасаде представља мотив женске главе са шкољком и гирландама у полукружном пољу тимпанона првог спрата. Бочне фасаде оживљене су балконима се оградама од кованог гвожђа, на којима доминира примена геометријских и флоралних мотива. Приземље објекта је било намењено дућанима, а станови репрезентативном становању.
Вучина кућа представља допринос развоју некадашњег Малог пијаца на Сави, указује на занимљив однос инвеститор - пројектант јединствен у београдској архитектури у којој све грађевине за породицу Вучо пројектује архитекта Димитрије Т. Леко и репрезентује Art nouveau стил. Током 19. века на овом простору постојала су имања и куће виђенијих Београђана, као што су Антуле, Вуче, Стојановићи и др. Око Малог Пијаца била је кућа Љубомира Крсмановића из 1894. и хотел „Босна“.
У бомбардовању у Другом светском рату зграда је била делимично оштећена. Поправке су извршене према пројекту из 1946.
Спољна фасада Вучине куће је обновљена 2017. да би већ после неколико месеци била оскрнављена "таговањем" од стране аустријског хулигана, који је брзо приведен правди захваљујући брзој и прибраној реакцији власника оближњег бар-кафеа, Бориса Вучуревића, далеког сродника и потомка породице Вучо, чиме је спречена већа штета на свеже реновираној фасади.